# Braux-le-Châtel
Braux-le-Châtel település Franciaországban, Haute-Marne megyében. Lakosainak száma 126 fő (2022. január 1.). Braux-le-Châtel Orges, Vaudrémont, Aizanville, Autreville-sur-la-Renne és Bricon községekkel határos.

## Népesség
A település népességének változása:
| Lakosok száma | 161  | 132  | 121  | 146  | 138  | 142  | 145  | 144  | 138  | 126  |
|               | 1968 | 1982 | 1990 | 2006 | 2013 | 2015 | 2017 | 2019 | 2020 | 2022 |